# Long Road Out of Eden
Albums de The Eagles
The Long Run
(1979)
Long Road out of Eden est le septième album studio du groupe rock américain Eagles, sorti le 30 octobre 2007. Si l'on omet les quatre nouveaux titres enregistrés pour l'album live Hell Freezes Over en 1994, c'est le premier album studio du groupe en 28 ans, The Long Run étant sorti en 1979. Il s'agit de leur dernier album studio, puisque le groupe continue toujours à se produire en concerts mais n'a rien publié de nouveau depuis.

## Liste des titres

### CD 1
1. "No More Walks In The Wood" (Henley, Smith, John Hollander) Lead vocal by Glenn Frey, Don Henley, Timothy B. Schmit & Joe Walsh
2. "How Long" (J.D. Souther) Lead vocal by Glenn Frey & Don Henley
3. "Busy Being Fabulous" (Henley, Frey) Lead vocal by Don Henley
4. "What Do I Do With My Heart" (Henley, Frey) Lead vocal by Glenn Frey & Don Henley
5. "Guilty Of The Crime" (Frankie Miller, Jerry Lynn Williams) Lead vocal by Joe Walsh
6. "I Don't Want To Hear Any More" (Carrack) Lead vocal by Timothy B. Schmit
7. "Waiting In The Weeds" (Henley, Smith) Lead vocal by Don Henley
8. "No More Cloudy Days" (Frey) Lead vocal by Glenn Frey
9. "Fast Company" (Henley, Frey) Lead vocal by Don Henley & Glenn Frey
10. "Do Something" (Henley, Smith, Schmit) Lead vocal by Timothy B. Schmit
11. "You Are Not Alone" (Frey) Lead vocal by Glenn Frey

### CD 2
1. "Long Road Out Of Eden" (Henley, Frey, Schmit) Lead vocal by Don Henley
2. "I Dreamed There Was No War" (Frey) Instrumental
3. "Somebody" (Jack Tempchin, John Brannen) Lead vocal by Glenn Frey
4. "Frail Grasp On The Big Picture" (Henley, Frey) Lead vocal by Don Henley
5. "Last Good Time In Town" (Walsh) Lead vocal by Joe Walsh
6. "I Love To Watch A Woman Dance" (Larry John McNally) Lead vocal by Glenn Frey
7. "Business As Usual" (Henley, Smith) Lead vocal by Don Henley
8. "Center Of The Universe" (Henley, Frey, Smith) Lead vocal by Don Henley
9. "It's Your World Now" (Frey, Tempchin) Lead vocal by Glenn Frey

## Musiciens

### The Eagles
- Glenn Frey – guitare, basse, claviers, chant
- Joe Walsh – guitare, claviers, chant
- Timothy B. Schmit – basse, chant
- Don Henley – batterie, percussions, guitare, chant

### Musiciens additionnels
- Steuart Smith – guitare, mandoline, claviers
- Greg Leisz – guitare pedal steel
- Richard F.W. Davis – claviers, programmation
- Michael Thompson – claviers, accordéon, trombone
- Will Hollis – claviers
- Scott Crago – batterie et percussions
- Lenny Castro – percussions
- Luis Conte – percussions
- Al Garth - saxophone alto, violon
- Chris Mostert – saxophones ténor et alto
- Greg Smith – saxophone baryton
- Bill Armstrong – trompette
- Orchestrations – Richard F. W, Davis, Glenn Frey
- Cuivres arrangés par Greg Smith, Don Henley

## Certifications
| Pays                         | Certification | Unités certifiées |
| ---------------------------- | ------------- | ----------------- |
| Allemagne (BVMI)             | Or            | 100 000           |
| Australie (ARIA)             | 3 × Platine   | 210 000           |
| Autriche (IFPI)              | Platine       | 20 000            |
| Belgique (BEA)               | Or            | 15 000            |
| Danemark (IFPI)              | Platine       | 30 000            |
| États-Unis (RIAA)            | 7 × Platine   | 7 000 000         |
| Finlande (Musiikkituottajat) | Or            | 15 983            |
| Irlande (IRMA)               | Platine       | 15 000            |
| Nouvelle-Zélande (RMNZ)      | 3 × Platine   | 45 000            |
| Pays-Bas (NVPI)              | Platine       | 70 000            |
| Pologne (ZPAV)               | Platine       | 20 000            |
| Royaume-Uni (BPI)            | 2 × Platine   | 600 000           |
| Russie (NFPF)                | Or            | 10 000            |
| Suède (GLF)                  | Platine       | 40 000            |
| Suisse (IFPI)                | Or            | 15 000            |